# Pan Twardowski (film din 1936)
Pan Twardowski este un film fantastic polonez din 1936 produs de Ultra Film, regizat de Henryk Szaro⁠(d) și cu Franciszek Brodniewicz, Kazimierz Junosza-Stępowski⁠(d) și Maria Bogda în rolurile principale. Este unul dintre multele filme bazate pe legenda lui Pan Twardowski, cel care încheie un pact Faustian⁠(d) cu Diavolul pentru a câștiga dragostea unei femei.

## Distribuție
- Franciszek Brodniewicz în rolul lui Pan Twardowski
- Kazimierz Junosza-Stępowski⁠(d)  în rolul lui Satan
- Maria Bogda ... Kasia
- Elżbieta Barszczewska⁠(d) ... Neta / Pani Twardowska
- Mieczysława Ćwiklińska⁠(d) ... mătușa lui Neta
- Maria Malicka ... mama lui Twardowski
- Zofia Lindorf ... Regina Barbara Radziwiłł⁠(d)
- Józef Węgrzyn⁠(d) ... regele Sigismund Augustus
- Jan Kurnakowicz⁠(d) ca Maciek
- Stefan Jaracz ... Maestrul Maciej, Alchimist
- Bogusław Samborski⁠(d) ... logodnicul lui Neta
- Stanisław Sielański⁠(d) ... Servitor
- Tadeusz Wesołowski ... Om în instanță
- Michał Znicz ... judecător
- Loda Niemirzanka⁠(d) ... invitată la nuntă (necreditată)